# 메이드 인 저지
《메이드 인 저지》(영어: Made in Jersey)는 2012년 9월 28일부터 12월 29일까지 CBS에서 방영된 미국의 법률 드라마 텔레비전 시리즈이다.

## 개요
뉴저지주에서 나고 자란 이탈리아계 노동자 계층 가정 출신 마티나 거레티는 트렌턴에서 지방 검사보로 일하던 중 뉴욕 최고의 법률 사무소로 전직하여 호화로운 배경을 지닌 동료들의 의구심을 상대하며 고객들을 변호해 나간다.

## 출연진
메인
- 재닛 몽고메리 - 마티나 거레티 역
- 토니 트럭스 - 신디 베이가 역
- 에린 커밍스 - 보니 거레티 역
- 필릭스 솔리스 - 리버 브로디 역
- 카일 매클라클런 - 도너번 스타크 역
- 크리스토퍼 폴라하 - 놀런 애덤스 역
- 메걸린 에치쿤워케이 - 라일리 프레스콧 역
- 도나 머피 - 달린 거레티 역

원래는 파블로 슈라이버와 스테퍼니 마치가 메인으로 발탁되었으나 맛보기 프로그램에만 등장하고 이후 폴라하와 에치쿤워케이로 교체되었다.
리커링
- 드루 비즐리 - 찰리 거레티 역